# Siemensstadt
Siemensstadt är en stadsdel i västra Berlin. Stadsdelen utvecklades från slutet av 1800-talet och under 1900-talets första decennium till centrum för elektroindustrijätten Siemens. Från 1890 och 20 år framåt exploderade befolkningssiffrorna då Siemens växte ut över stora områden. 

## Siemens stad

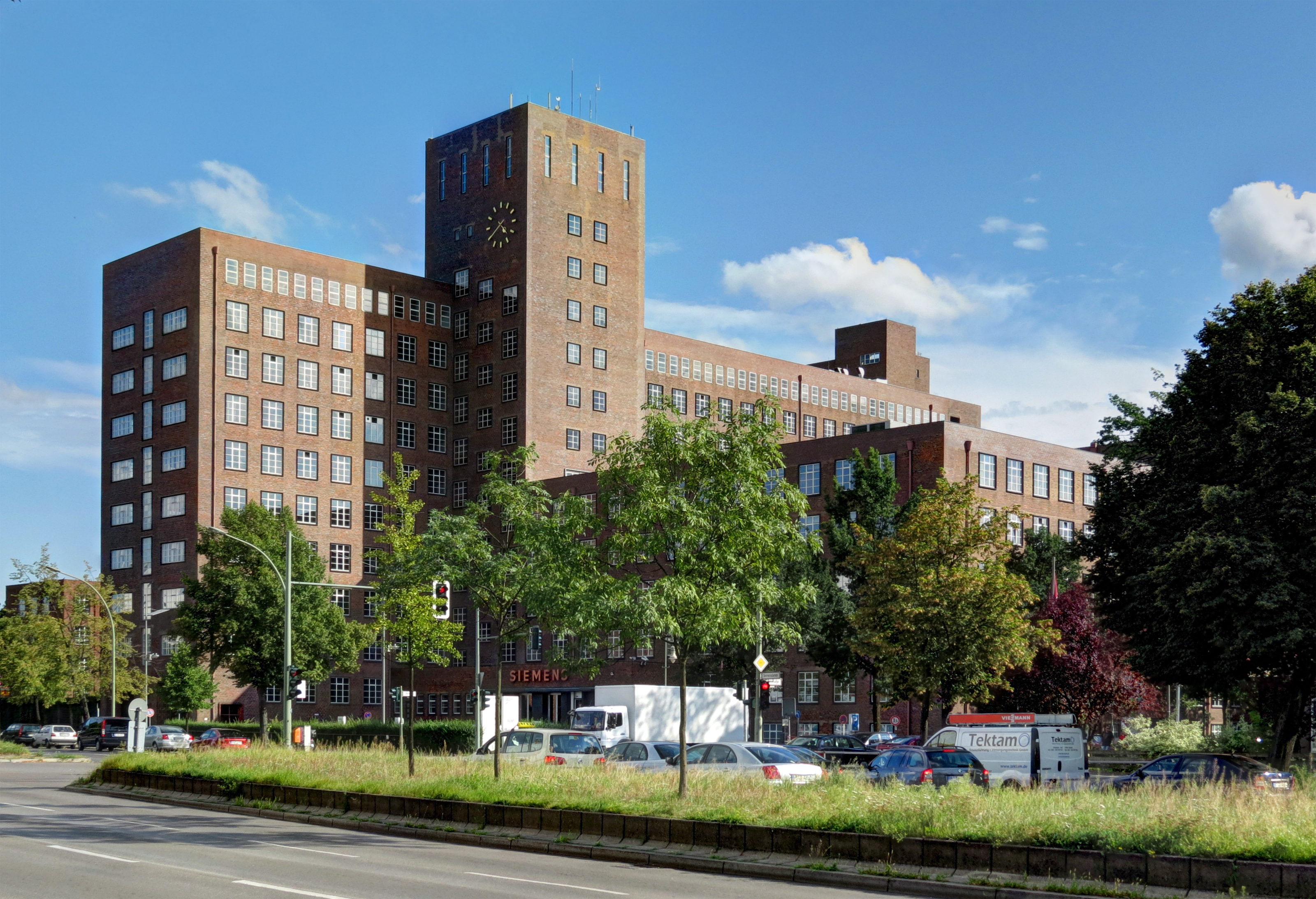
Wernerwerk i Siemensstadt av Hans Hertlein.

Siemens fanns tidigare i Charlottenburg men när företaget växte ut till en världskoncern krävdes större fabriksområden och valet föll på att flytta västerut till obebyggda områden väster om Berlin, först 1920 blev detta en del av Stor-Berlin. Siemens byggde stora industribyggnader men även bostadsområden för arbetarna. Pendeltågsbanan som drog ut till Siemensstadt från Jungfernheide hette Siemensbahn och finns kvar men har inte varit i trafik sedan 1980. Siemens-familjen har gett namn till bland annat skolor i området och företaget grundade idrottsföreningar. 
Runt om i stadsdelen Siemensstadt finns förutom olika Siemens-verksamheter en rad andra byggnader, statyer och gatunamn (bl.a. Halskesteig, Wernerwerkdamm, Straße am Schaltwerk) som påminner om stadsdelens starka anknytning till Siemens. Elektroindustrins betydelse för stadsdelen återfinns i gatunamn som Wattstraße, Voltastrasse och Ohmstrasse.
Från Siemensstadt kommer fotbollslaget SC Siemensstadt.

## Arkitektur i Siemensstadt

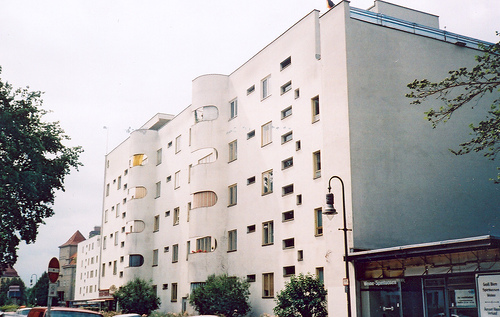
Bostäder i Siemensstadt av Hans Scharoun.

Arkitekt för många av Siemens byggnader var Hans Hertlein som under 1920- och 1930-talen bland annat skapade Wernerwerk.  Herltein kom som ansvarig arkitekt vid Siemens under flera decennier ha ett stort inflytande på stadsdelen. Hertlein skapade bland annat bostadsområdena Siemens-Siedlung am Rohrdamm och Siedlung Heimat (1929–1930). Hertlein gjorde även Siedlung Rohrdamm-West (1953–1955).
I Siemensstadt återfinns flera bostadsområden skapade under funktionalismen. Under mellankrigstiden skapades områden med funkishus ritade av bland andra Hans Scharoun i Siemensstadt. I projektet Wohngroßsiedlung Siemensstadt deltog ledande arkitekter som Walter Gropius, Otto Bartning, Hugo Häring, Fred Forbat och Paul Rudolf Henning. Området kallas ofta Ringsiedlung efter Der Ring och byggdes 1929-1931, största delen tillhör Charlottenburg)

Bostadsarkitektur i Siemensstadt
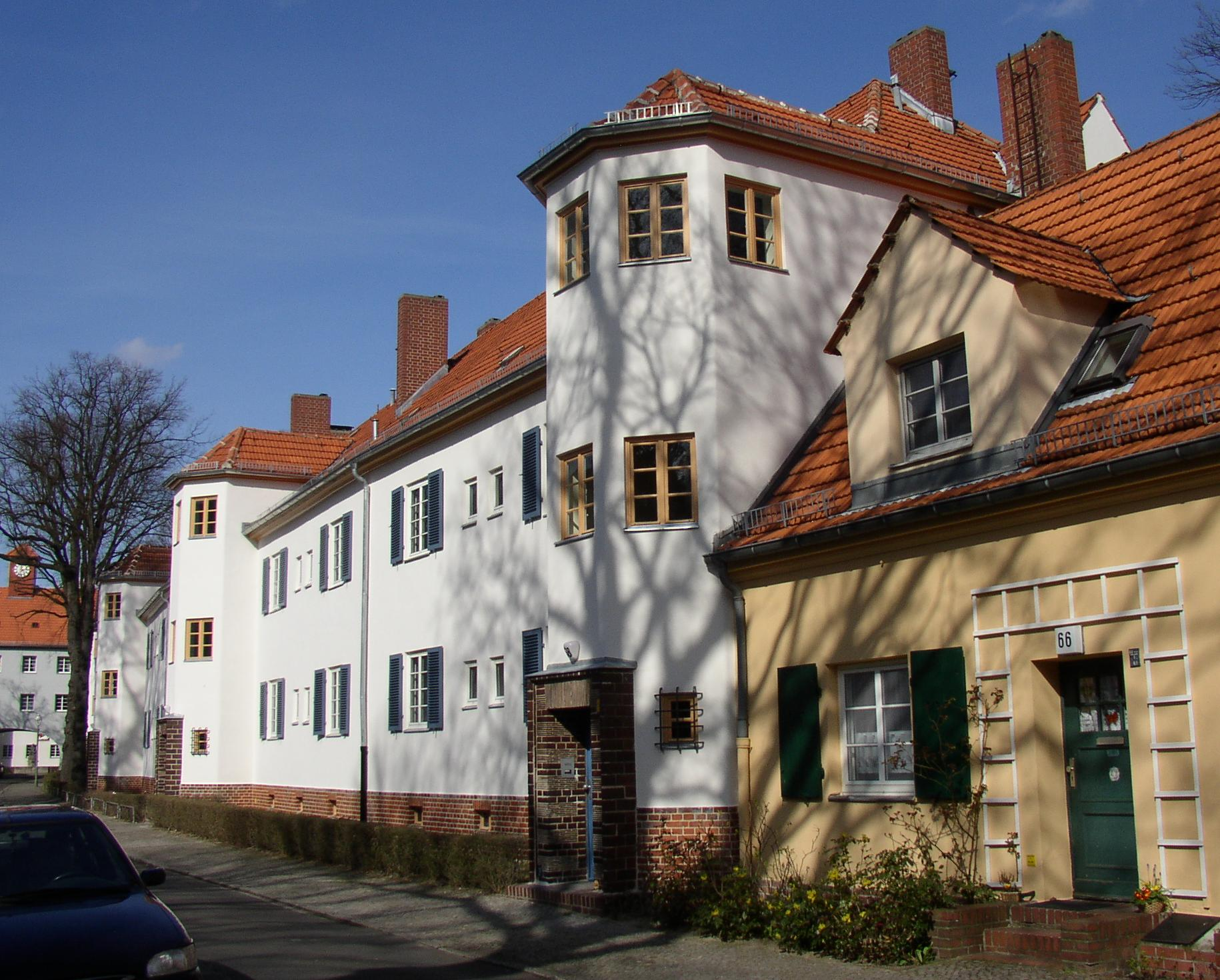
Rapsstrasse
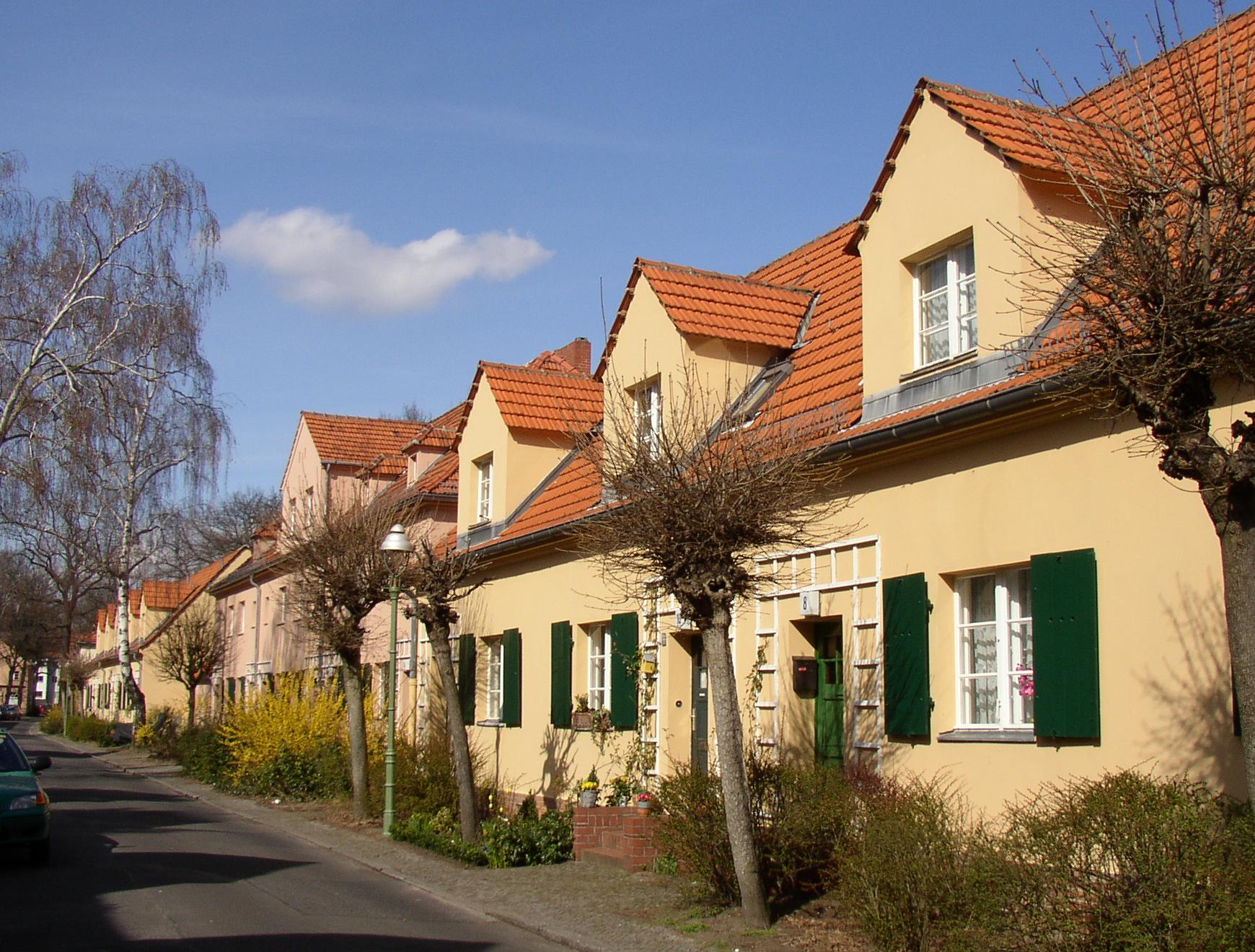
Rapsstrasse
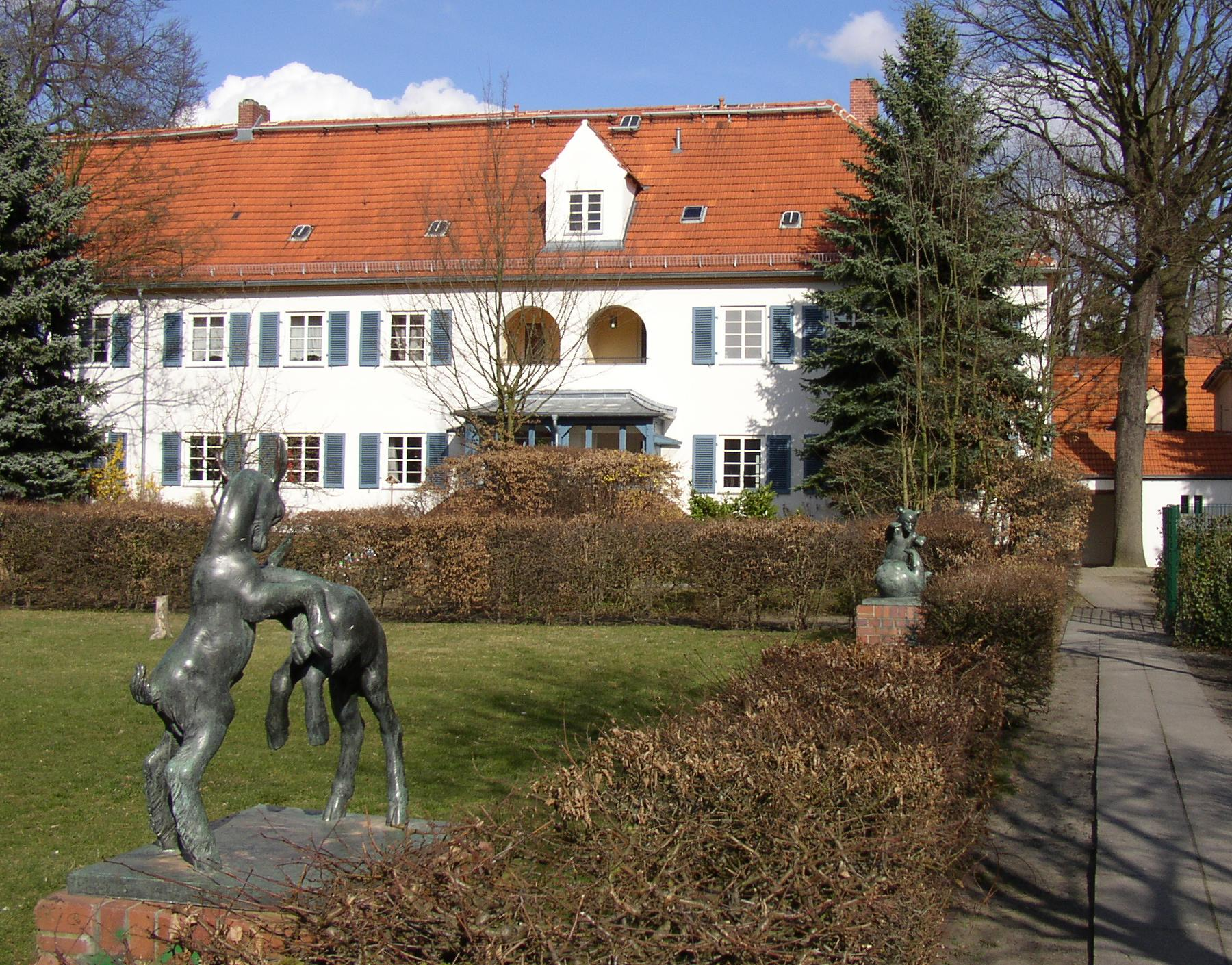
Rapsstrasse
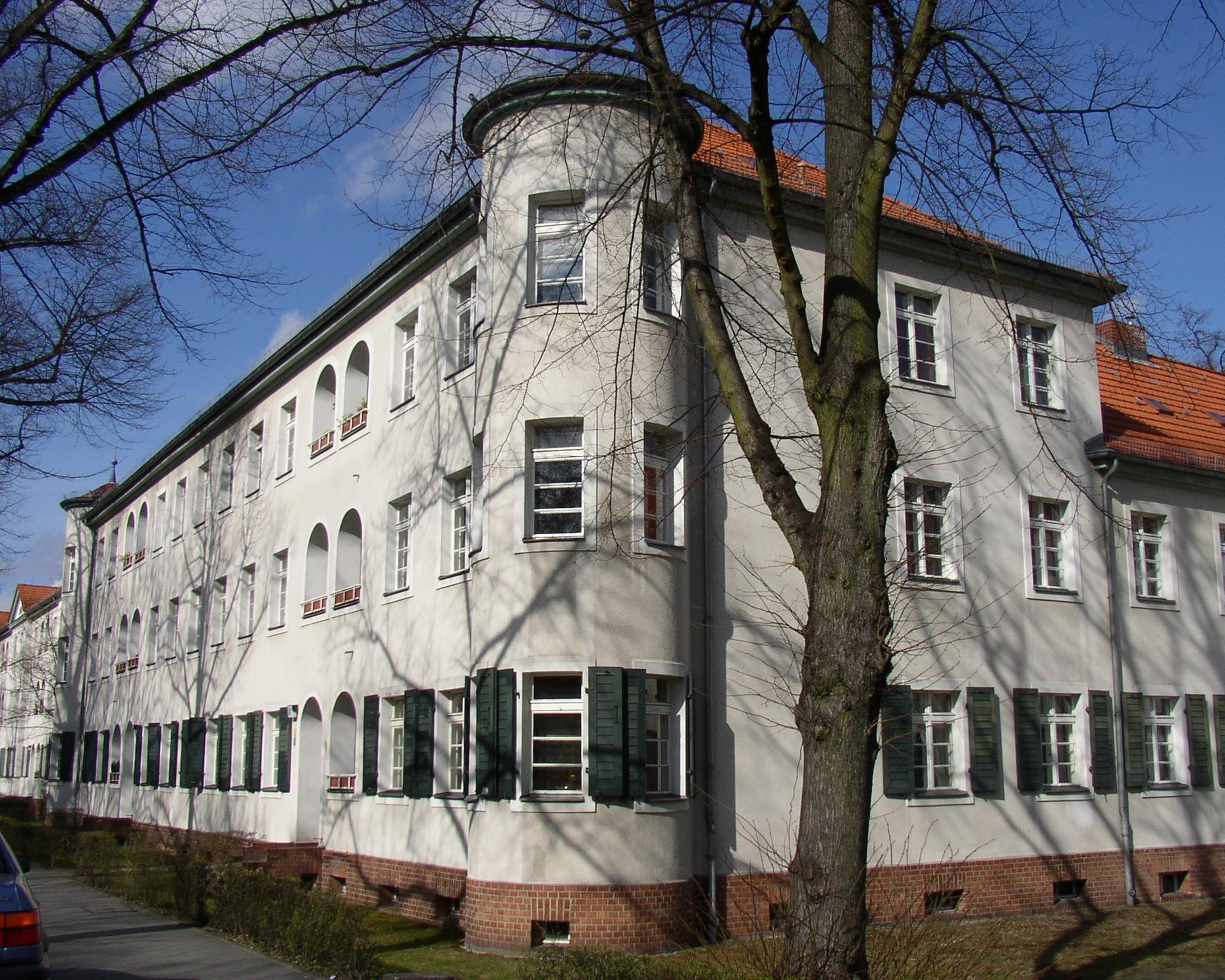
Rohrdamm
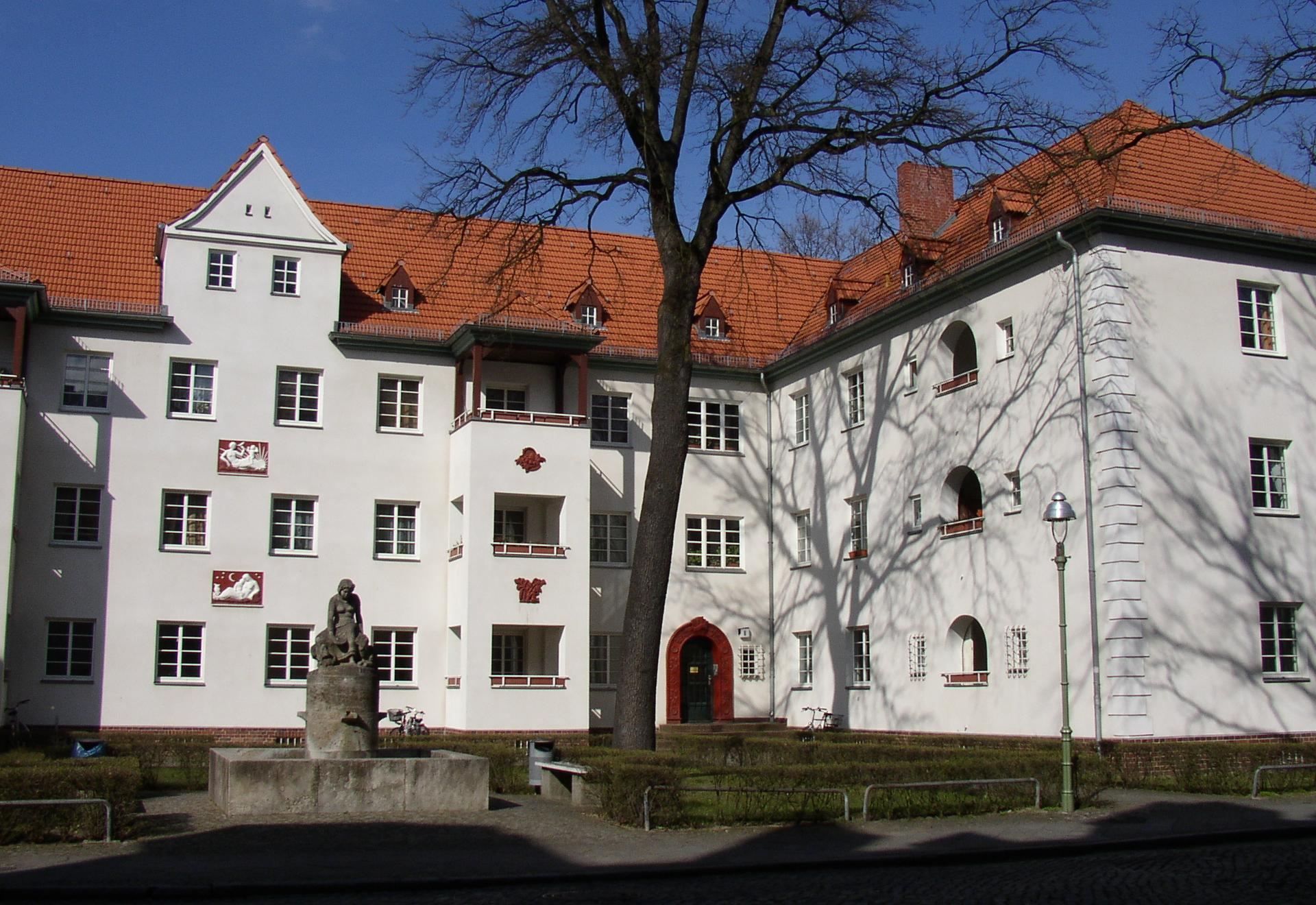
Genoveva-Brunnen
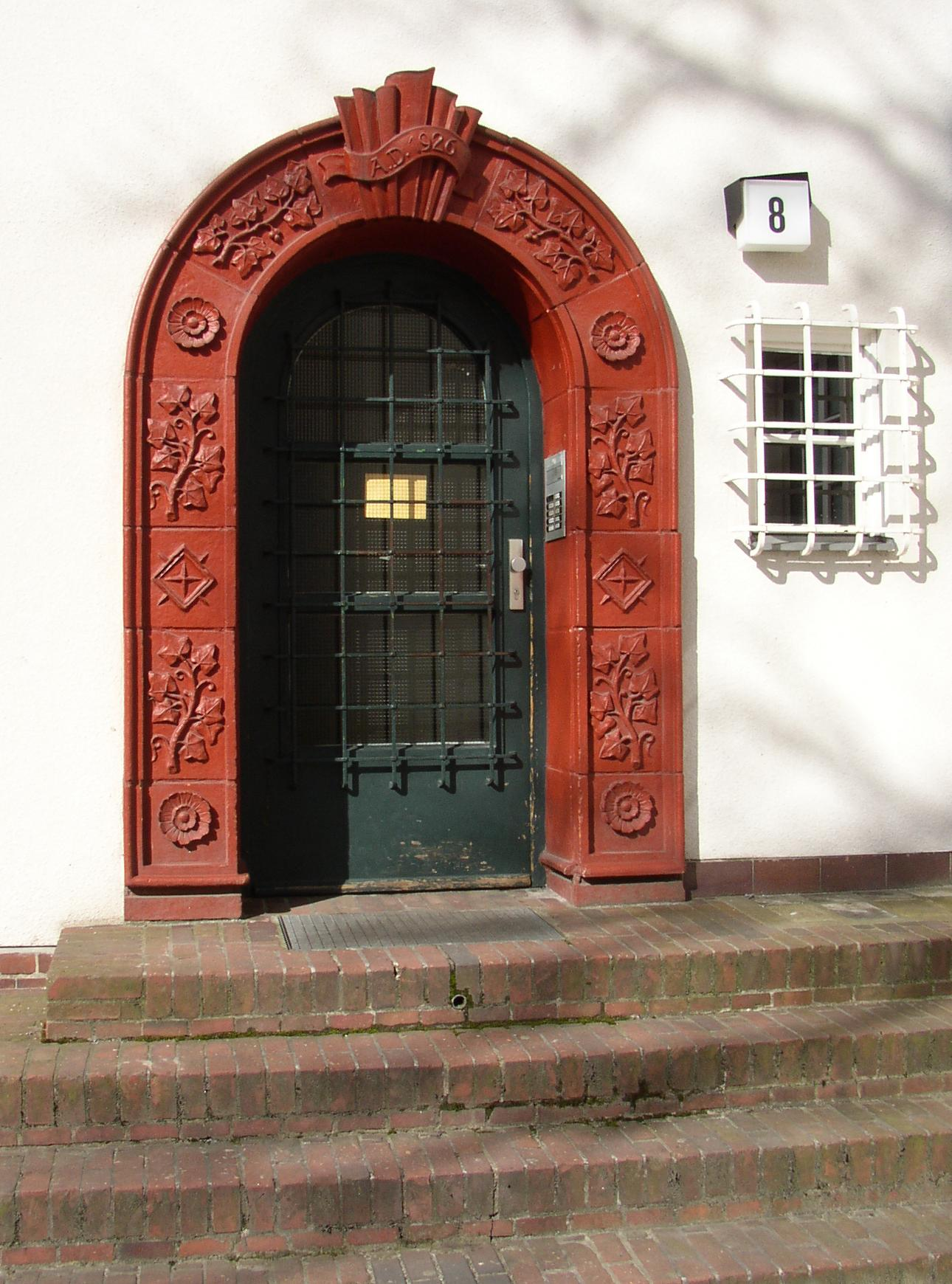
Harriesstrasse
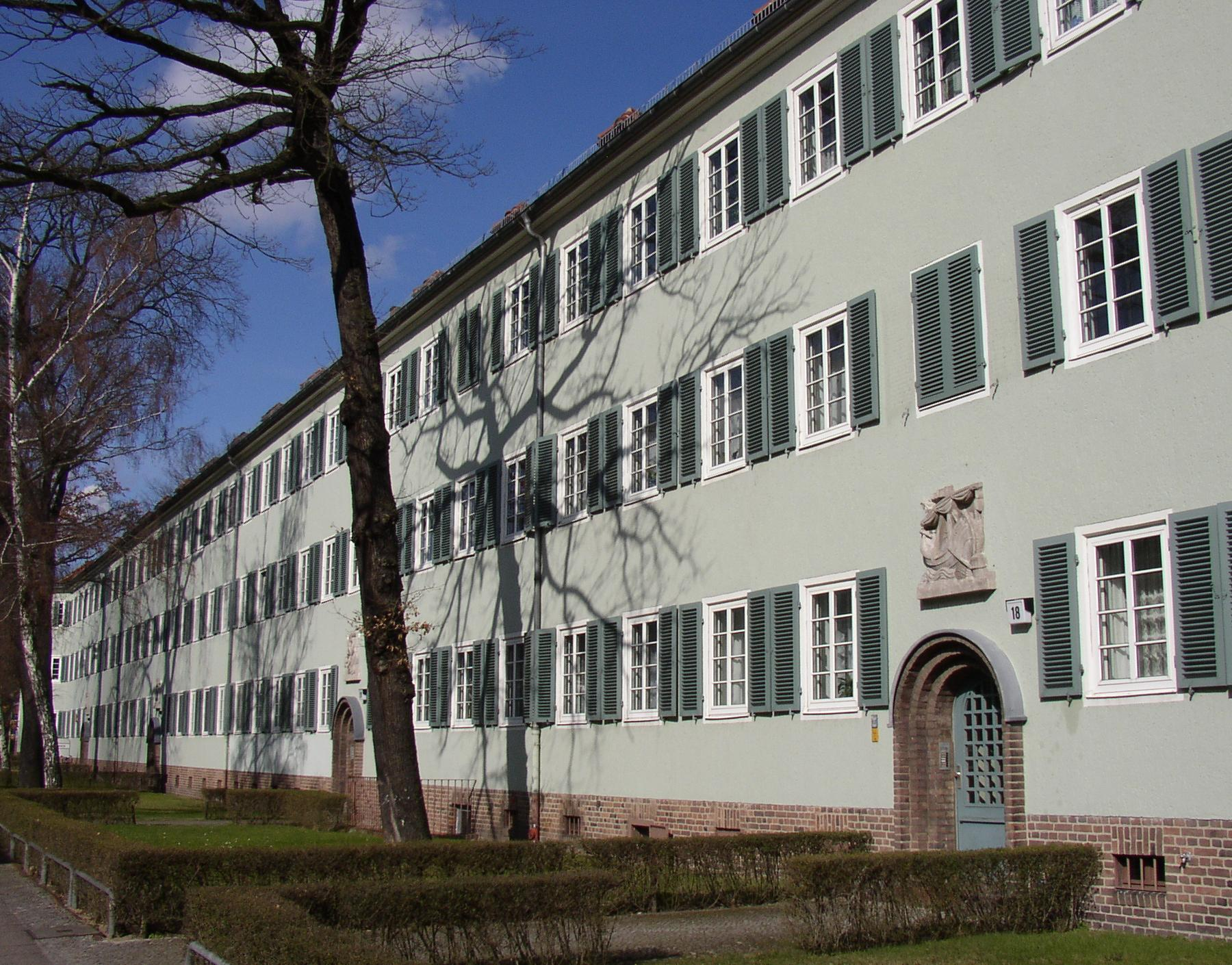
Rieppelstrasse
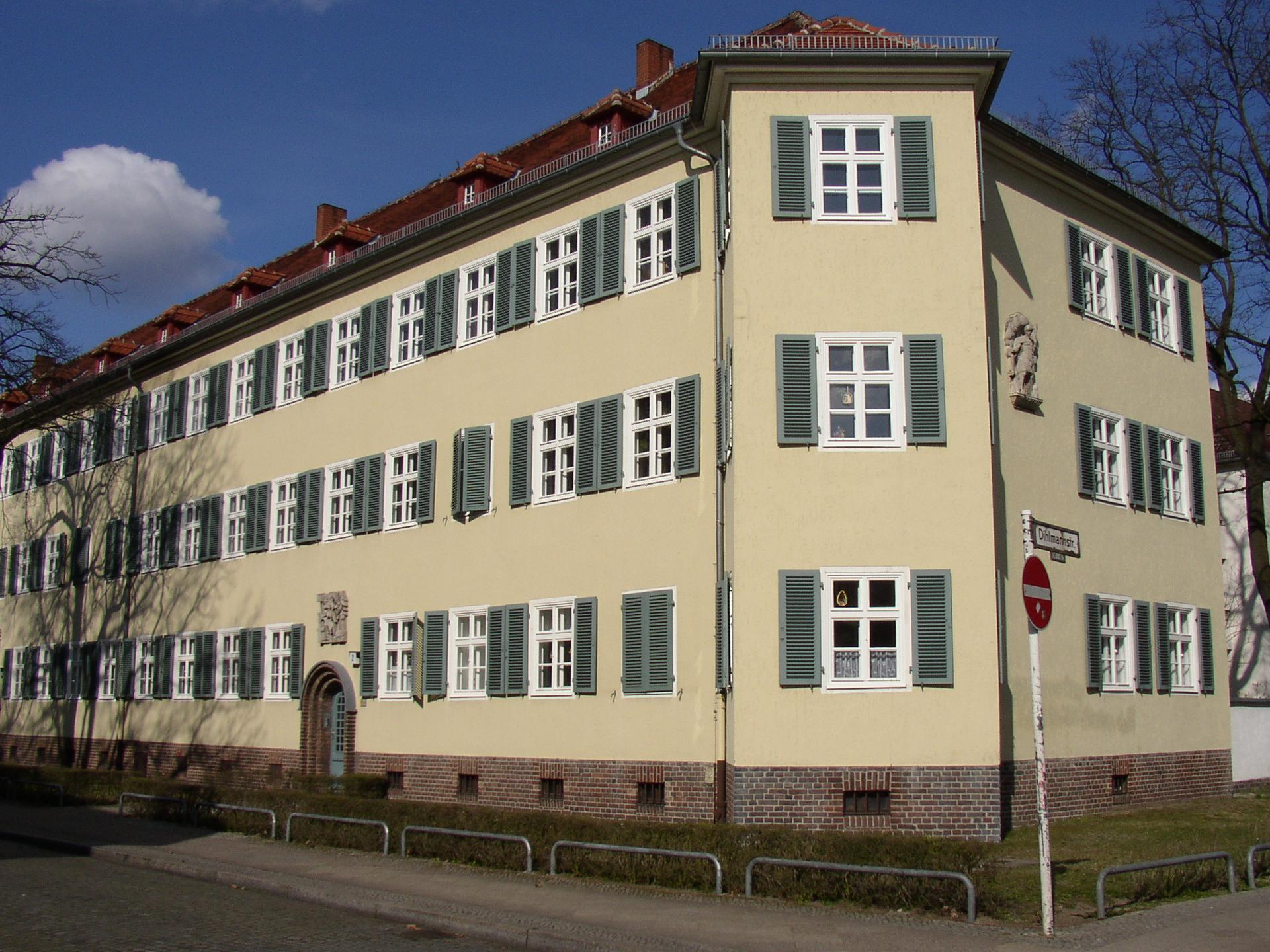
Hörnet Rieppel-/Dihlmannstrasse
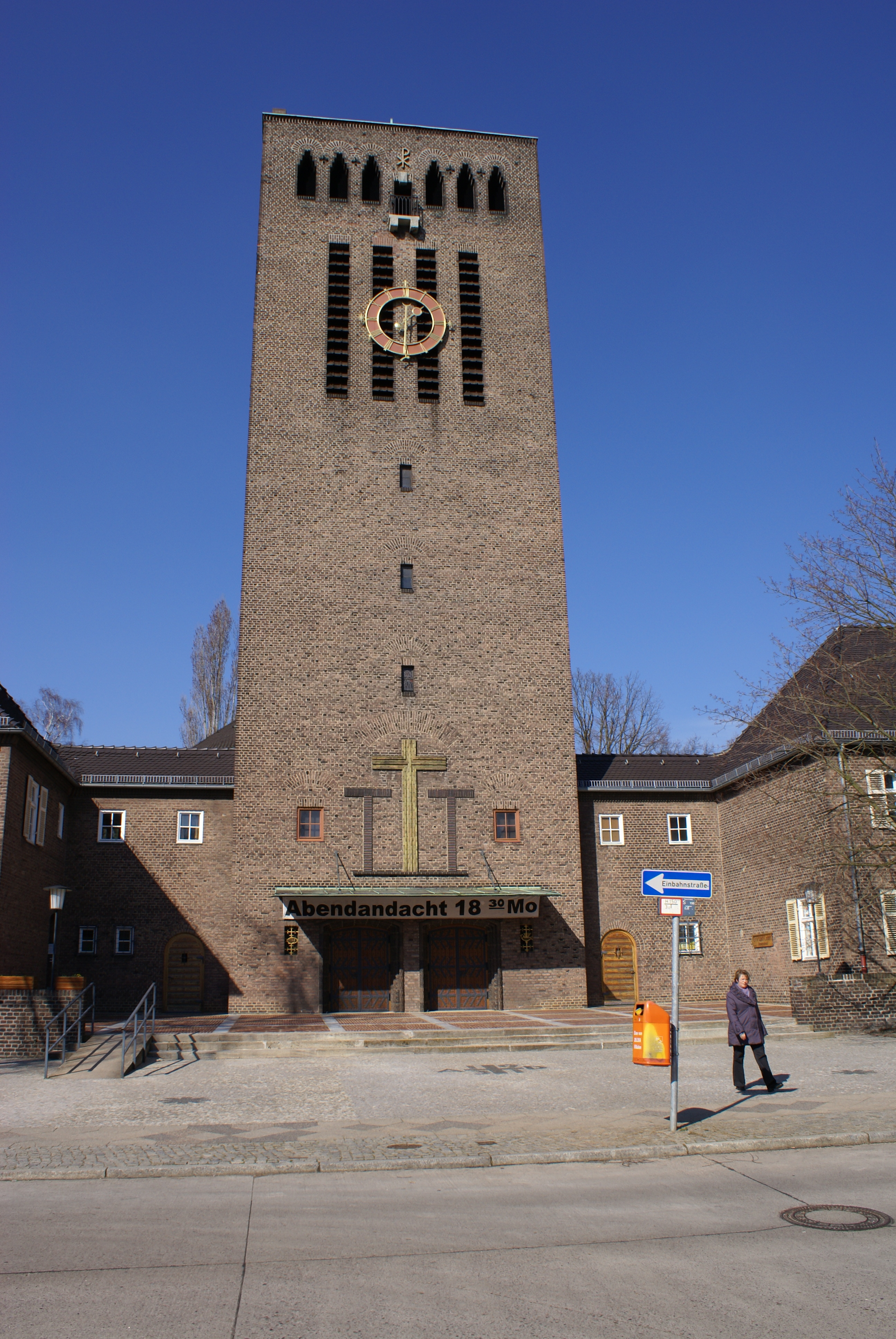
Christophoruskirche på Schuckertdamm
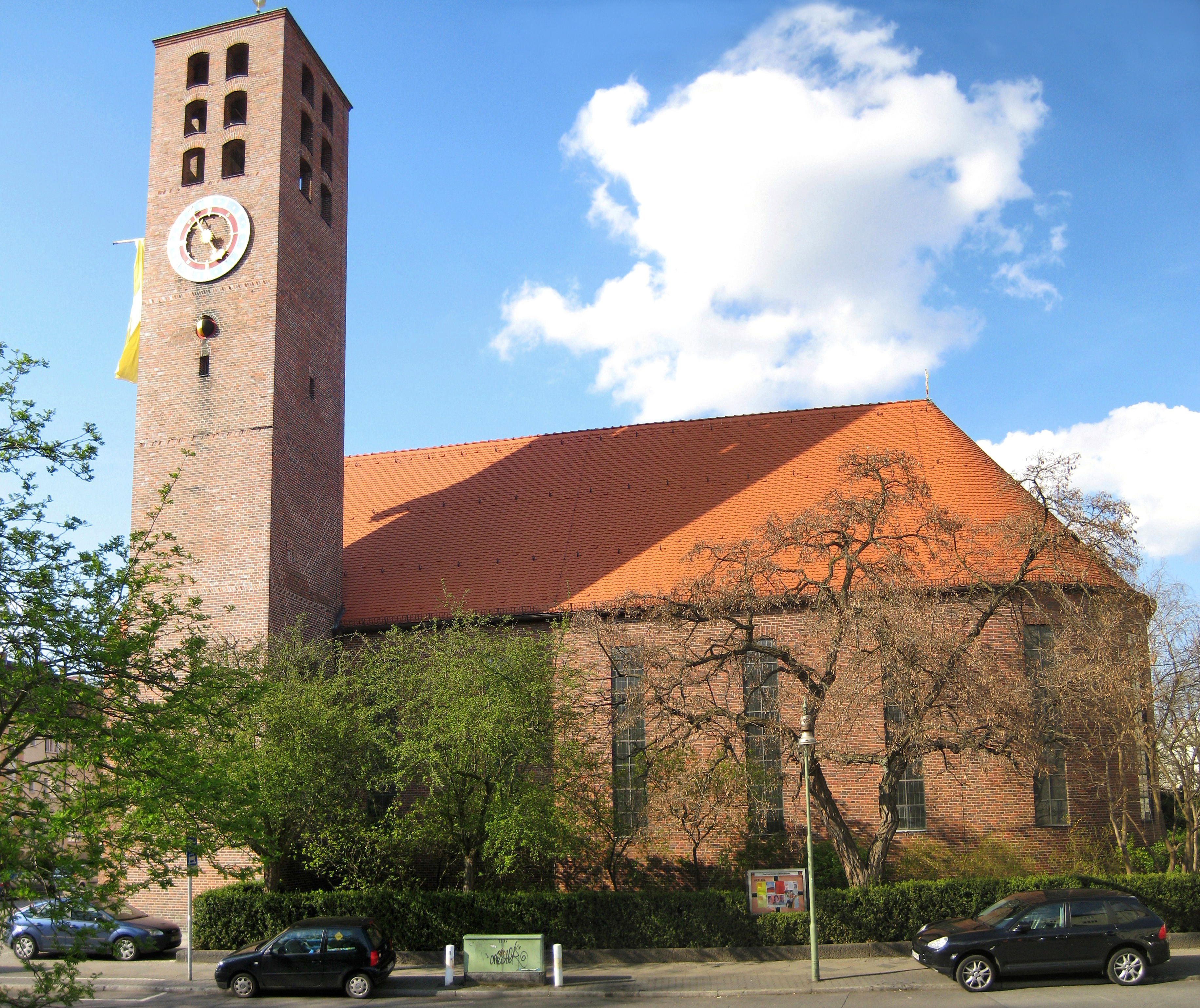
St. Josephkirche
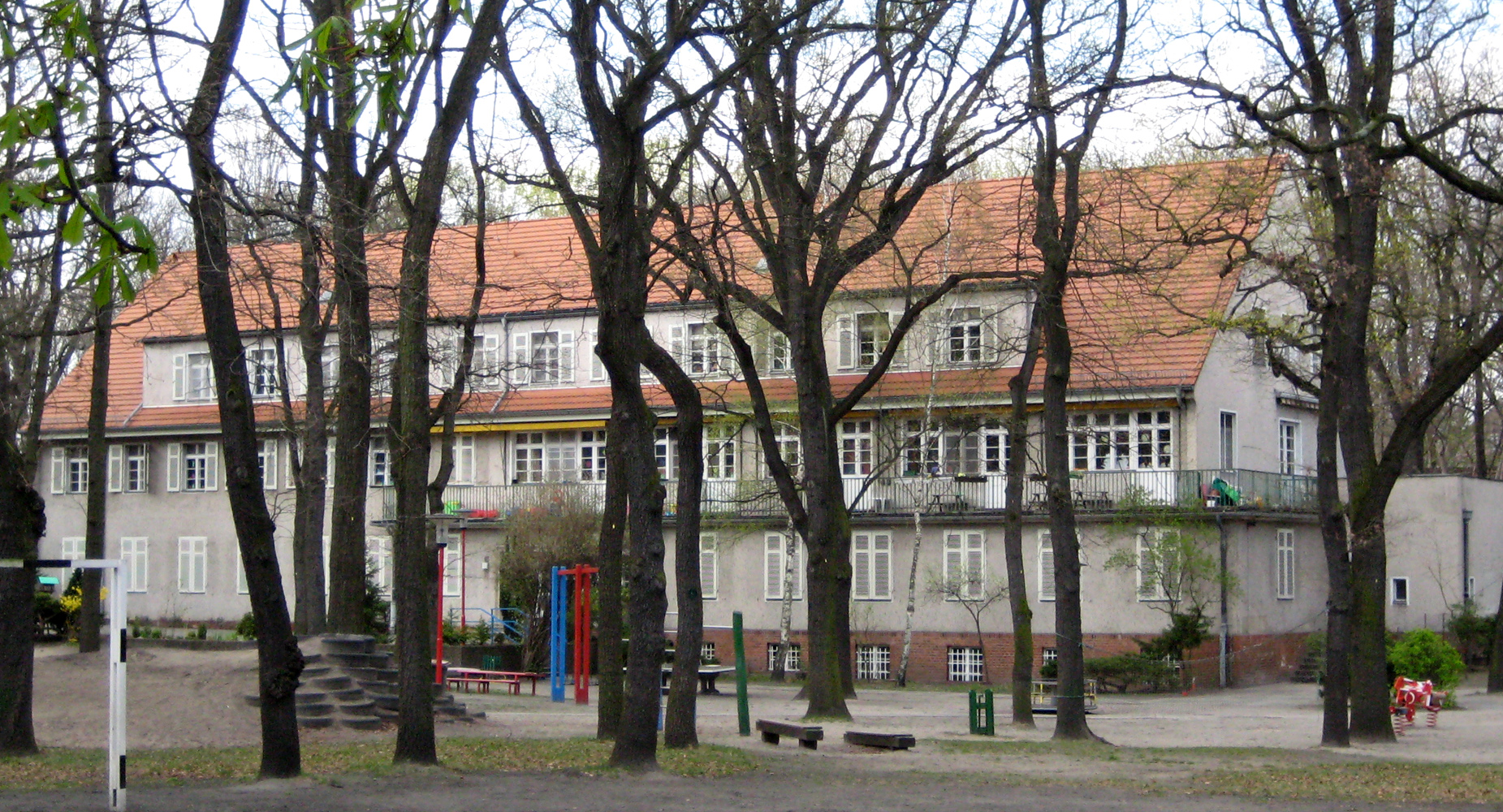
Johanna-von-Siemens-Heim
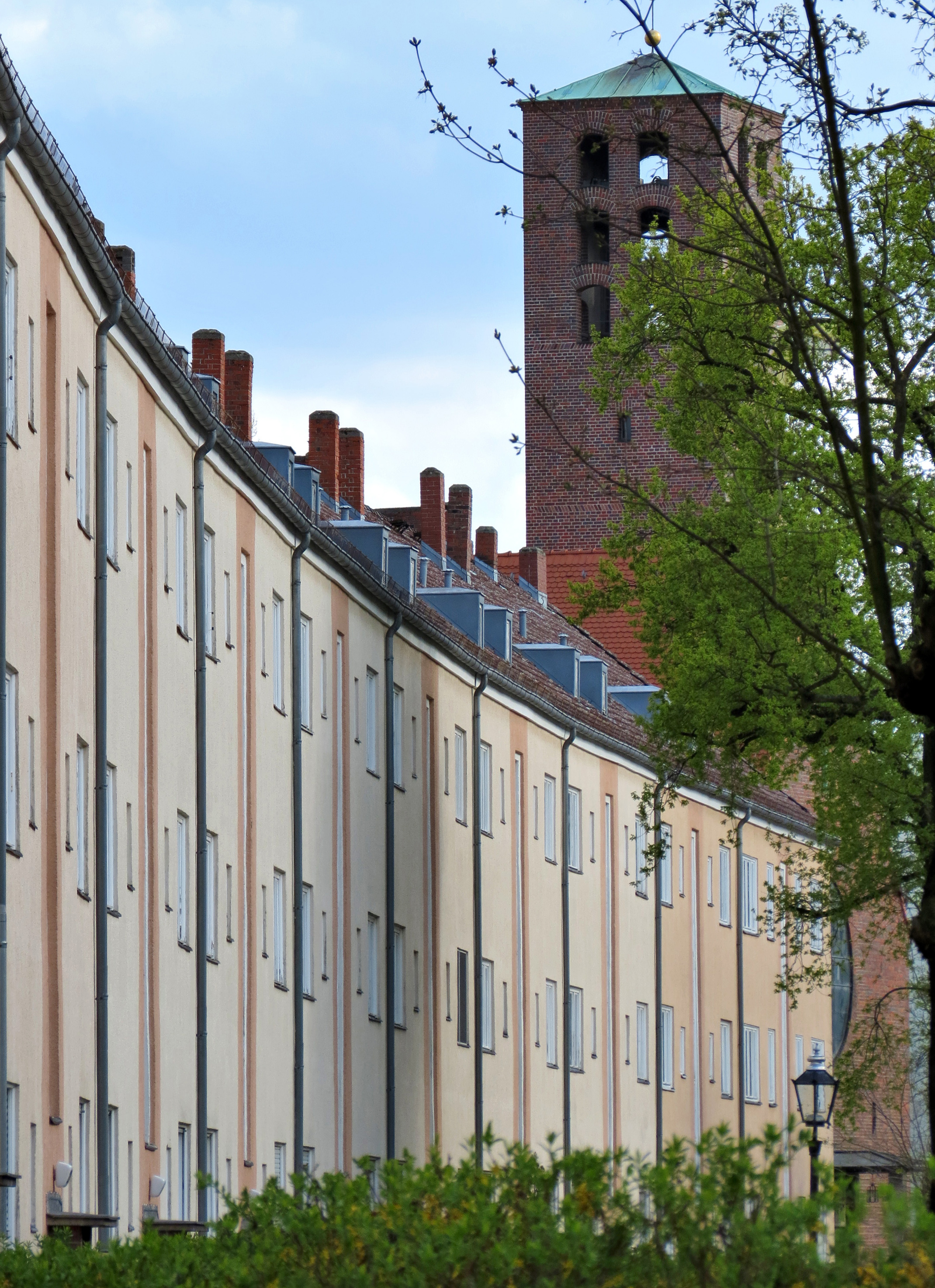
Siedlung Heimat, Natalissteig
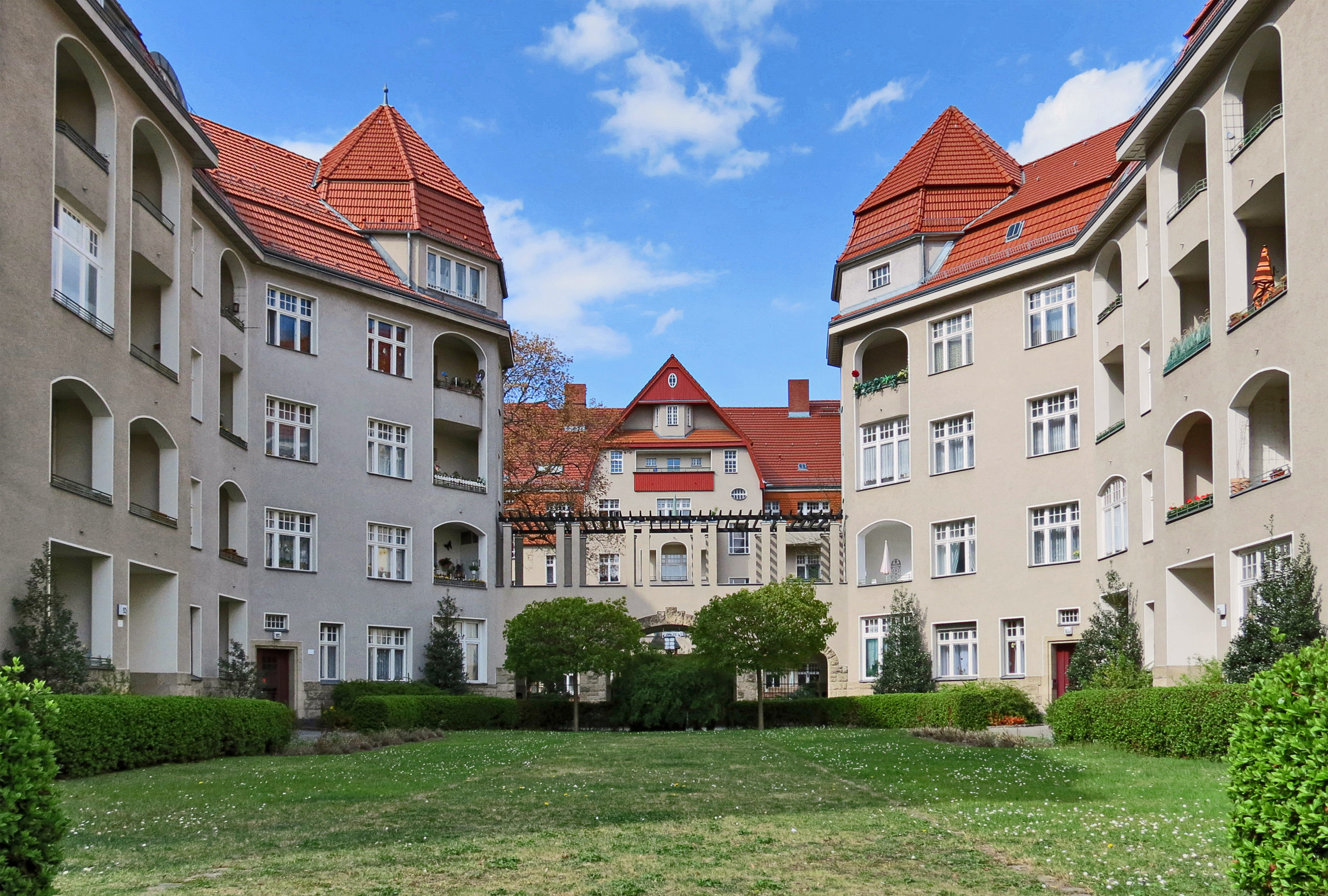
Bostäder Nonnendamm-Nord
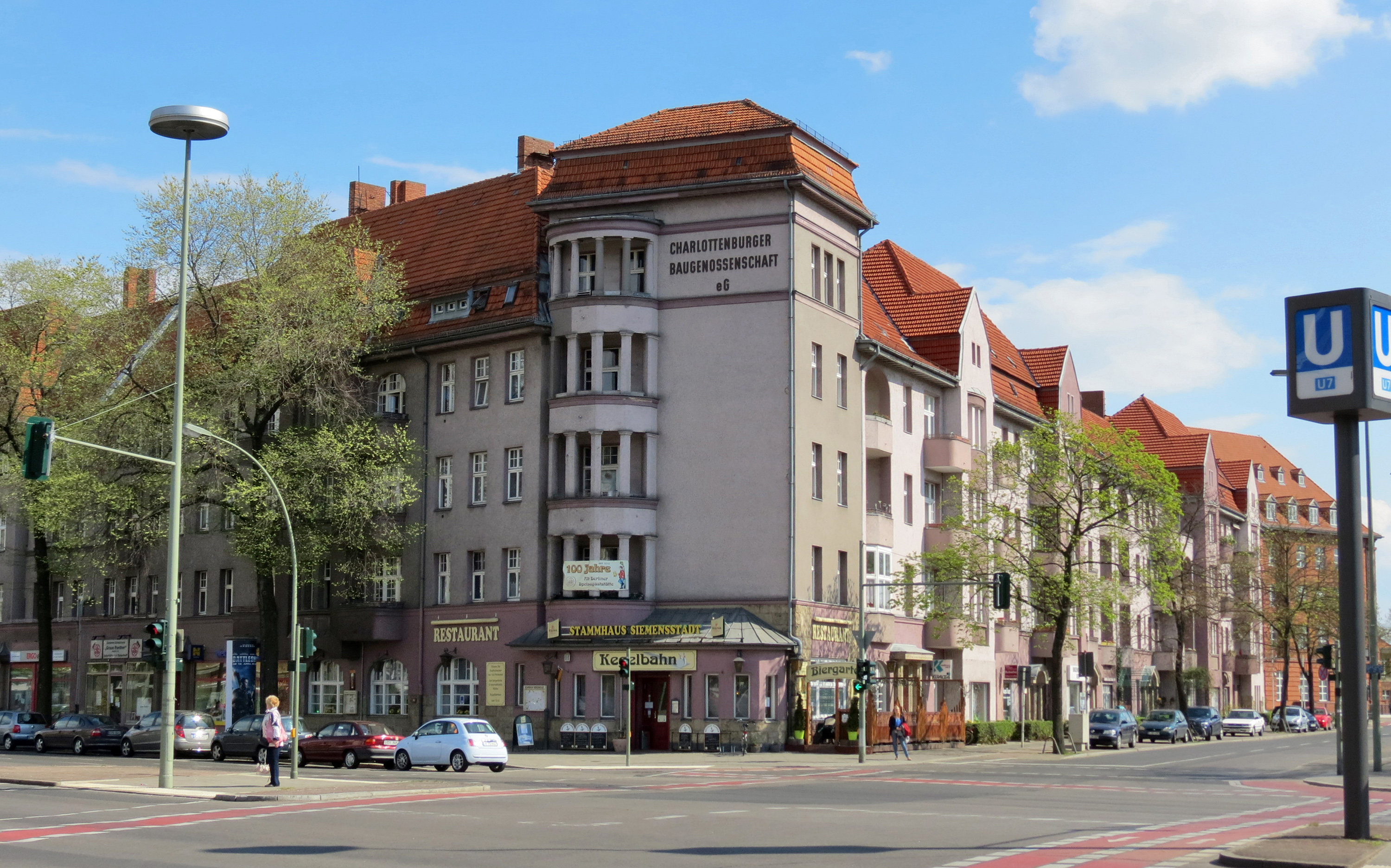
Bostäder Nonnendamm-Süd
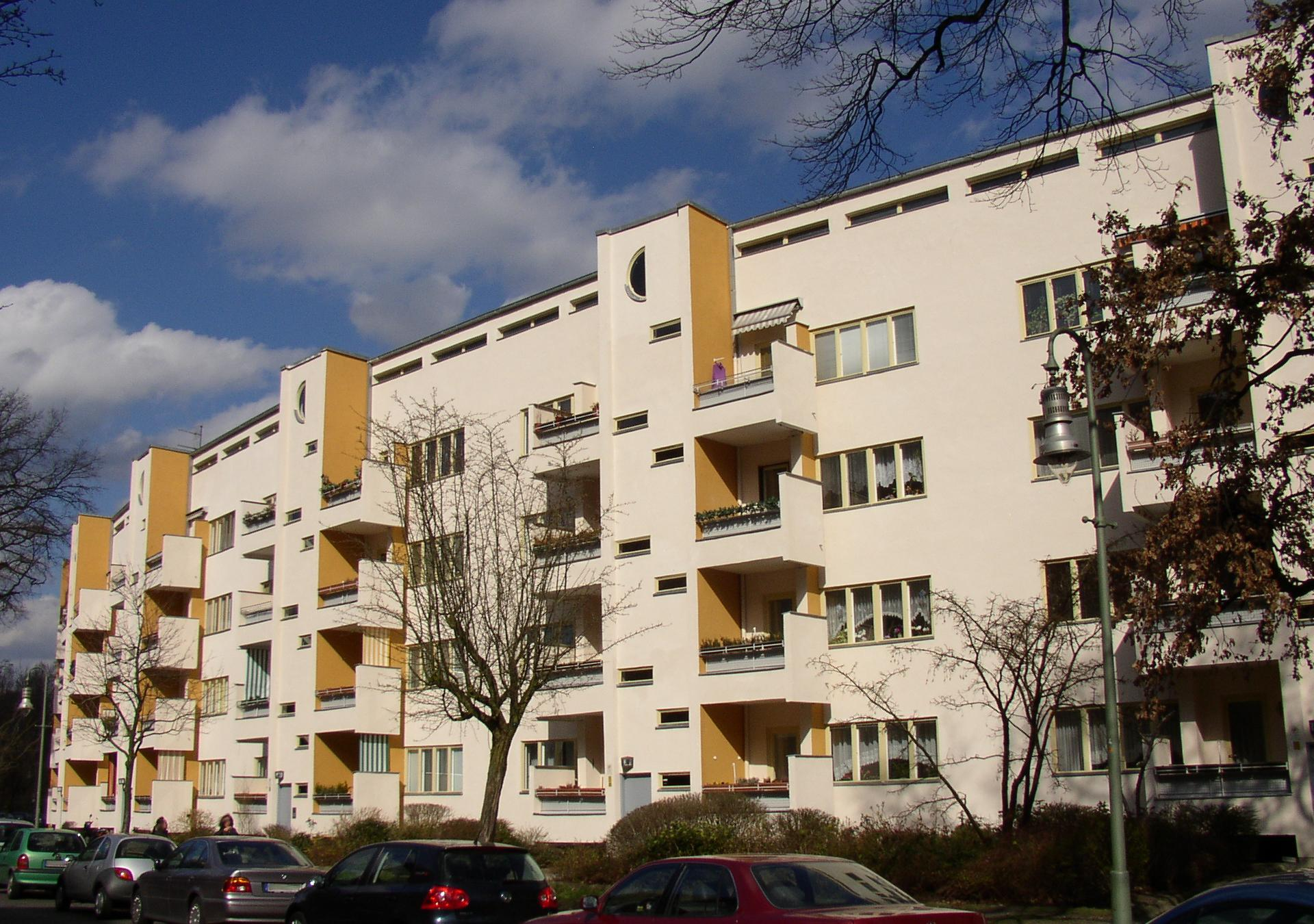
Maeckeritzstraße (Großsiedlung Siemensstadt)